# Tamar Svetlin
Tamar Svetlin (Liubliana, 30 de julio de 2001) es un futbolista esloveno que juega en la demarcación de centrocampista para el Korona Kielce de la Ekstraklasa.

## Selección nacional
Tras jugar en las categorías inferiores de la selección, finalmente hizo su debut con la selección absoluta de Eslovenia el 20 de enero de 2024 contra Estados Unidos en un partido amistoso que finalizó con un resultado de 0-1 a favor del combinado esloveno tras el gol de Nejc Gradišar.

## Clubes
| Club              | País      | Año       | Partidos | Goles |
| ----------------- | --------- | --------- | -------- | ----- |
| NK Domžale        | Eslovenia | 2019-2021 | 61       | 4     |
| NK Celje          | Eslovenia | 2021-2022 | 35       | 3     |
| NK Bravo (cedido) | Eslovenia | 2022-2023 | 26       | 2     |
| NK Celje          | Eslovenia | 2023-2025 | 84       | 13    |
| Korona Kielce     | Polonia   | 2025-     |          |       |

## Palmarés

### Títulos nacionales
| Título                    | Club     | País      | Año  |
| ------------------------- | -------- | --------- | ---- |
| Primera Liga de Eslovenia | NK Celje | Eslovenia | 2024 |
| Copa de Eslovenia         | NK Celje | Eslovenia | 2025 |